# RFID

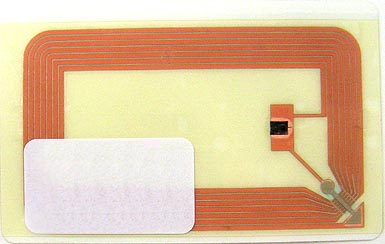
非接触ICカード

ウォルマートで使われているEPC RFID タグ

RFID（英: radio frequency identification）は「無線周波数を介したタグからの識別情報読み取りおよびタグとの通信」という概念である。

## 概要
タグは物へと付与され、その物の識別情報を有している。例えばシャツの値札タグはバーコード部分に商品識別情報を有しており、バーコードリーダーによる光通信でそれを読み出せる。もしタグが自ら電波を発してそれに識別情報がのっていれば、無線通信を介したタグの読み取り・タグとの情報伝達が可能になる。これがRFIDである。対応するタグをRFタグ（英: RF tag）という。
RFタグの例として非接触型ICカード（乗車カード、電子マネー、社員証）、無線ICタグ（値札）などが挙げられる。また規格の例としてNFC、FeliCaが挙げられる。 
狭義では、タグとリーダとの間の無線通信技術であるが、技術分野としてはそれにとどまらず、タグを様々な物や人に取り付け、それらの位置や動きをリアルタイムで把握するという運用システム全般まで含めて語られる。
実世界のオブジェクトを、デジタルの仮想世界と結びつけて認識や操作ができるようになるという点が、社会的に様々な波及効果を与えると考えられている。

## タグの種類
パッシブタグ（受動タグ）とアクティブタグ（能動タグ）、双方を組み合わせたセミアクティブタグ（起動型能動タグ）の3種類がある。
パッシブタグ
パッシブタグとは、リーダからの電波をエネルギー源として動作するRFタグで、電池を内蔵する必要がない。タグのアンテナはリーダからの電波の一部を反射するが、ID情報はこの反射波に乗せて返される。反射波の強度は非常に小さいため、アクティブタグに比べてパッシブタグの受信距離は比較的短くなるが、安価にできること、ほぼ恒久的に作動することから、今後の普及の本命と目されている。リーダ側は、比較的強めの電波を供給し、タグからの非常に微弱な反射波を受信・解読できる必要がある。
ICそのものにアンテナが埋め込まれている場合も多いが、その場合、通信可能距離は数センチメートル程度に制限される。通信距離を伸ばすには、ICの外部にアンテナを取り付けることが必須となる。
RFIDに期待が高まっているのは、このパッシブタグが非常に安価（10円以下）に生産できる見込みが出てきたためである。
アクティブタグ
アクティブタグは、電池を内蔵したタグである。通信時に自らの電力で電波を発するため、通信距離がパッシブタグに比べ長く取れる（1～100メートル以上）。またセンサーと接続して、自発的にその変化を通知することができるので、センサーネットワークとしての用途が期待されている。
さらにアクティブタグは、内蔵する電池の容量により、通信回数を削減する方法が取り入れられ、定期的な自己通信型と、待受通信型と分けられる。前者はタグに内蔵する時計などにより、一定時間ごとに通信を行い、それ以外の時間帯は休止し、電力の消費を抑えるものである。後者は、通信の起動を自ら行わないもので、呼出しを待つものや、タグ自身に備わったスイッチなどの情報で通信を開始するものがある。
セミアクティブタグ
セミアクティブタグは、電池を内蔵するアクティブタグの機能を有するが、上位システムへの通信起動をパッシブ方式で起動をする。市民マラソンなどの参加者にこのセミアクティブタグを使用し、スタートやゴールラインで長波帯の電磁誘導で起動をかけ、タグがUHF帯の電波等で各選手の情報を高速でアップロードすることで、参加者それぞれのタイムなどの計測に利用する例がある。
また、電波の伝達方式で、次の2つに分類することもある。
電磁誘導方式
タグのコイルとリーダのアンテナコイルを磁束結合させて、エネルギー・信号を伝達する方式。電波方式に比べて、エネルギーを効率的に伝達できるので、開発が先に進んだ。FeliCaはこの方式である。130～135kHz、13.56MHzでこの方式が採用されている。パッシブタグの通信可能距離は最大でも1メートル程度である。
電波方式
タグのアンテナとリーダのアンテナで電波をやりとりし、エネルギー・信号を伝達する方式。電波を空間に放射して伝達するので、電磁誘導方式に比べて、より遠くのタグと通信が可能になる。が、タグが受け取れるエネルギーがきわめて微弱であるため、パッシブタグは、最近になってようやく実用化された。433MHz、900MHz帯、2.45GHzでこの方式が採用されている。通信可能距離はパッシブタグで3～5メートルである。アクティブタグは、空中線電力さえ許せば数キロメートル程度も通信可能である。
アンテナで伝達するという点で、両者に基本的な違いはないが、この違いは、電波の波長とアンテナ間の距離で決まる。波長に対して距離が長ければ、空中を伝搬する電波として伝達され、短ければ空間放射されるよりも前に、電界・磁界の変化が他方のアンテナに伝わる。
また計算素子の構成によっても分類される。従来のRFタグは、複数の電子素子が乗った回路基板で構成されていたが、近年、小さなワンチップのIC （集積回路）で実現できるようになってきた。
これはICタグと呼ばれ、そのサイズからゴマ粒チップと呼ばれることもある。

## 通信方式
パッシブタグは、タグ内部に整流回路が内蔵されており、リーダからの電波を整流して、直流に直し、それを電源として、集積回路が動作する。通常、リーダからの電波は、プリアンブルに続きコマンドbit列で変調されたものである。この後にさらに無変調のキャリアが続く。プリアンブルの部分で、集積回路の初期動作に必要なだけのエネルギーが蓄えられる。そしてコマンドbit列を復調して解釈し、無変調キャリアの部分で反射波に返答を乗せて情報を返す。

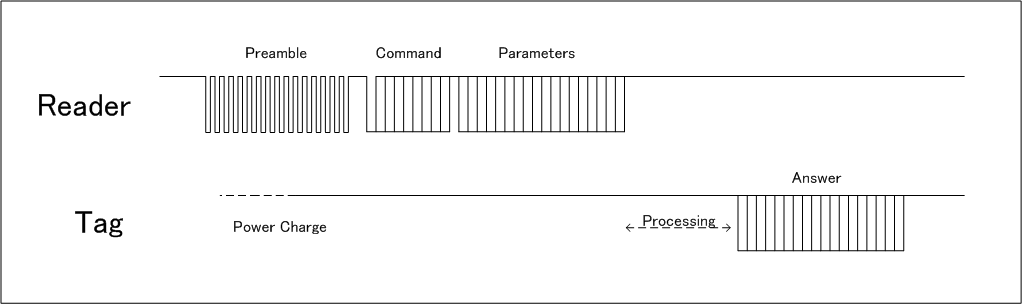
コマンドシーケンスの概略

リーダおよびタグがデータを送信する際の変調方式には、振幅変調、周波数変調、位相変調、あるいはその組み合わせ変調方式が用いられる。
パッシブタイプは、必ずリーダからの送信が始めにあって、タグはそれに応えて情報を返す。つまり、タグから自発的に情報を出すことはない。
これに対して、アクティブタグでは、情報を自発的に発することが可能である。
定期的に情報を発信するタイプ、センサーを内蔵してその変化があったときに発信するタイプ、リーダからのコマンドに応答して返答するタイプがある。
| 周波数 | 特徴 |
| --- | --- |
| 130～135kHz | 電磁誘導方式で通信が行われる（この周波数帯は波長が長く、電界で電波を出すためにはアンテナが長くなるため、携帯を求められるタグには沿わないことが背景となる）。 - 135kHzのタグは、もっとも歴史的に長く使われており、日本でも1950年に高周波利用設備として法制化されている。世界的にも規格が統一されているが、通信できる情報量が小さい上、パッシブタイプの電磁誘導方式であるため、通信可能距離が数十cm前後と短く、アンテナがどうしても大きくなるという短所がある。しかし電波の性質上、周波数が低い程水分の影響を受けにくいため、回転寿司や社員食堂の自動精算・スキー場のリフト券などのレジャー施設といった、水分と密接な環境下での優位性は高い。また、自動車のイモビライザーキーも135kHzのICタグである。 - 131kHzを利用したアクティブタグも、2009年にIEEEの規格化がなされ、5m以上の通信距離を持っているものも存在し、水中や土中などとの通信に新しい可能性を見出した。 |
| 13.56MHz | これも電磁誘導方式である。電波方式の万引き防止システムは、13.56MHzに近い8.2MHz帯が主流であり、パッシブタイプの元になった技術である。FeliCaはこの技術から発生した13.56MHzを使っており、一般的な近距離無線通信ICカードとして広く使われ、もっとも身近な存在といえる。通信可能距離は最大1m程度である。 日本では、1998年にワイヤレスカードシステムの無線局として法制化され、リーダは適合表示無線設備でなければならず、空中線電力が10mWまでは、いわゆる小電力無線局として免許不要だが、超えると最大1Wまで簡易無線局または構内無線局の無線局免許状を要した。 2002年には誘導式読み書き通信設備という高周波利用設備となり、総務省の型式指定を要するが許可不要となった。 - ISMバンド中にあり、高周波（電磁誘導）加熱装置などによる混信を容認しなければならない。 |
| 433MHz | 欧米では、433MHzが主に海上コンテナなどの国際物流用にアクティブタグが使用されている。 日本では、433MHzがアマチュア無線の周波数帯のひとつ430〜440MHzの中にあり、呼出しおよび非常通信周波数として頻用され、かつ無線局免許状を要する無線局であるアマチュア局に、免許を要しない無線局が混信を与えてはならず、アマチュア無線からの混信を容認しなければならないとあって、周波数の割当て調整が難航した。2006年に433.92MHzが、最大空中線電力10mWの国際輸送用データ伝送用特定小電力無線局（日本全国で使用可）用に割り当てられた。 - 欧米の場合、430MHz帯アマチュア無線の周波数は、420～450MHzと日本の3倍の周波数幅があるため、混信問題が表面化しにくいという事情がある。 |
| 900MHz帯 | 昨今ICタグといえば、この900MHz帯と2.45GHzが注目されている。いわゆるUHF帯のICタグである。波長が身の回りの物品のサイズと近いため、電波の回込みが期待できる。そのため、多少の障害物があっても通信が可能であり、パッシブタグの中では一番距離を稼げる周波数でもあり、大量普及の最有力候補と目されている。通信可能距離は2～3m程度、最良で5m程度が期待できる。 日本では、携帯電話や業務無線などで使われていたが、2005年に移動体識別用として950MHz台が割り当てられ 、 順次、使用帯域が拡張されたが、2011年に周波数逼迫により、950MHz台は携帯電話に割り当てるものとし、電子タグシステムの使用は2018年3月までとされた。施行日の12月14日時点での割当ては、次のとおりである。 - 構内無線局（工場敷地内やビル内など限定された場所でのみ使用、最大空中線電力1W） - 953MHz（経過措置による免許局および登録局）、954.2MHz（登録局） - 簡易無線局（日本全国で使用可、同250mW） - 954.2MHz（登録局） - 移動体識別用特定小電力無線局（テレメーター用、テレコントロール用およびデータ伝送用と併用、同10mW） - 953.5MHz、954.8MHz これらの局には無線局移行促進のため、期限内に無線機器を取り替えるための費用は、新たにこの周波数を使用する認定開設者のソフトバンク（旧称ソフトバンクモバイル）が負担する「終了促進措置」が採られる。構内無線局・簡易無線局には、ソフトバンクより通知されるが、特定小電力無線局は利用者自らが申し出ねばならない。 一方、2012年から国際的な周波数の協調を踏まえ、920MHz台が次のように割り当てられることとなった。 - 915.9～928.1MHz（最大空中線電力1W）を構内無線局（要登録） - 920.5～923.5MHz（同250mW）を簡易無線局（要登録、テレメーター用、テレコントロール用およびデータ伝送用と併用） - 915.9～928.1MHz（同250mW）を移動体識別用特定小電力無線局（併用は同上） この周波数帯は上記のとおり携帯電話に、および電波伝搬試験用などの用途にも割り当てられており、これらの無線局による混信を容認しなければならない。また、移動体識別用特定小電力無線局は免許・登録局からの混信も容認しなければならず、テレメーター用、テレコントロール用およびデータ伝送用とは先に通信している方が優先する。 |
| 2.45GHz | マイクロ波の帯域である。波長が短いため回り込みが起き難く、900MHz帯に比べ距離が稼げない。通信可能距離は2～3m程度である。しかし金属に対する影響を受けにくく、アンテナが最も小型になることから、そのような要求の高いアプリケーションでは普及するであろう。 日本では、移動体識別用として1986年に構内無線局に、1992年には移動体識別用特定小電力無線局にも割り当てられた。2011年には一部の特定小電力無線局の空中線電力が10mWから250mWに緩和された。施行日の12月14日時点での割当ては次のとおりである。 - 構内無線局（最大空中線電力1W） - 2440MHz、2450MHz、2455MHz（経過措置による新規・取替申請は不可の免許局） - 2448.875MHz（周波数ホッピング方式は登録局、それ以外の方式は免許局） - 移動体識別用特定小電力無線局 - 2441.75MHz（周波数ホッピング方式で最大空中線電力10mW） - 2448.875MHz（周波数ホッピング以外の方式で最大空中線電力250mW） この周波数帯はISMバンド中にあり、電子レンジ、マイクロ波加熱装置などによる混信を容認しなければならない。また、無線LANやデジタルコードレス電話やラジコンなどの小電力無線局および2400～2450MHzが二次業務としてアマチュア局に割り当てられており、これらは一次業務たる構内無線局に妨害を与えてはならないこととされているが現実問題として妨害を受ける可能性は否定できない。更に、特定小電力無線局はこれらの無線局からの混信も容認しなければならない。 |
| 参考 他業務を含む周波数帯域毎の使用状況は下記を参照。 - 使用状況の詳細3000kHz～30000kHz (PDF) 我が国の電波の使用状況 総務省電波利用ホームページ - 使用状況の詳細335.4～960MHz (PDF) 同上 - 使用状況の詳細960～3000MHz (PDF) 同上 | |

## 用途
RFIDの技術を使うと、今まで考えられなかったようなことが可能になる。以下はその一部である。

### 流通
サプライチェーン・マネジメント (SCM : Supply Chain Management) で期待されている。工場で生産した段階で製品にタグを貼り付け、その後の配送ルートで物品の動きを追跡するという用途である。例えば、コンビニエンスストアでコーラが1本売れたら、コーラ工場での生産数を1本追加する、あるいは、今こちらの倉庫に在庫が多いからこちらから配送しよう、といった生産の合理化が図れる。これは現状でも、バーコードにより実現されているシステムであるが、RFIDの技術の使用によりIDの読み取りが自動化され、人間がバーコードリーダを操作する手間がなくなり、効率がさらに向上することが期待される。ウォルマートやユニクロが在庫管理にRFIDを採用したことで話題となった。

### 履歴管理
RFタグには書き込みが可能なので、物品の流通過程で、その物がどこを通って、どういう加工をされて、どこに出荷されたか、といった履歴情報を、移動、加工の都度、記録すること（トレーサビリティ）が実現できる。これにより、例えば牛肉の産地や生産者・賞味期限を記したり、BSE問題を管理したり、ブランド品の真贋判定をより確実にするといった用途が考えられている。

#### 手荷物管理
バッグタグは、主に航空会社で、手荷物の自動的仕分からどこの航空会社のどの便、どこの空港に届けるなど追跡が容易に行え、効率的な手荷物管理を可能とした。

### 物品管理
図書館やビデオライブラリーなど、物品が大量にあって、それを管理する必要がある場所での利用が期待されている。いつ、どこで、だれが、その物品をどこへ移動させたかを自動的に認識できるようになる可能性がある。図書館の貸出、返却を自動化したシステムは、一部で既に実用化されている。
ホテル従業員や宅配便スタッフなどのそれを着用することによって怪しまれることなく客室や個人宅の敷地内に立ち入ることができるような効力を有する制服に対し、耐水性・耐薬品性に優れた洗濯可能なRFタグを縫い付けることによって、不正な成りすましや紛失・盗難・横流しの防止を図るという使い方もされ始めている。

#### 図書館での利用

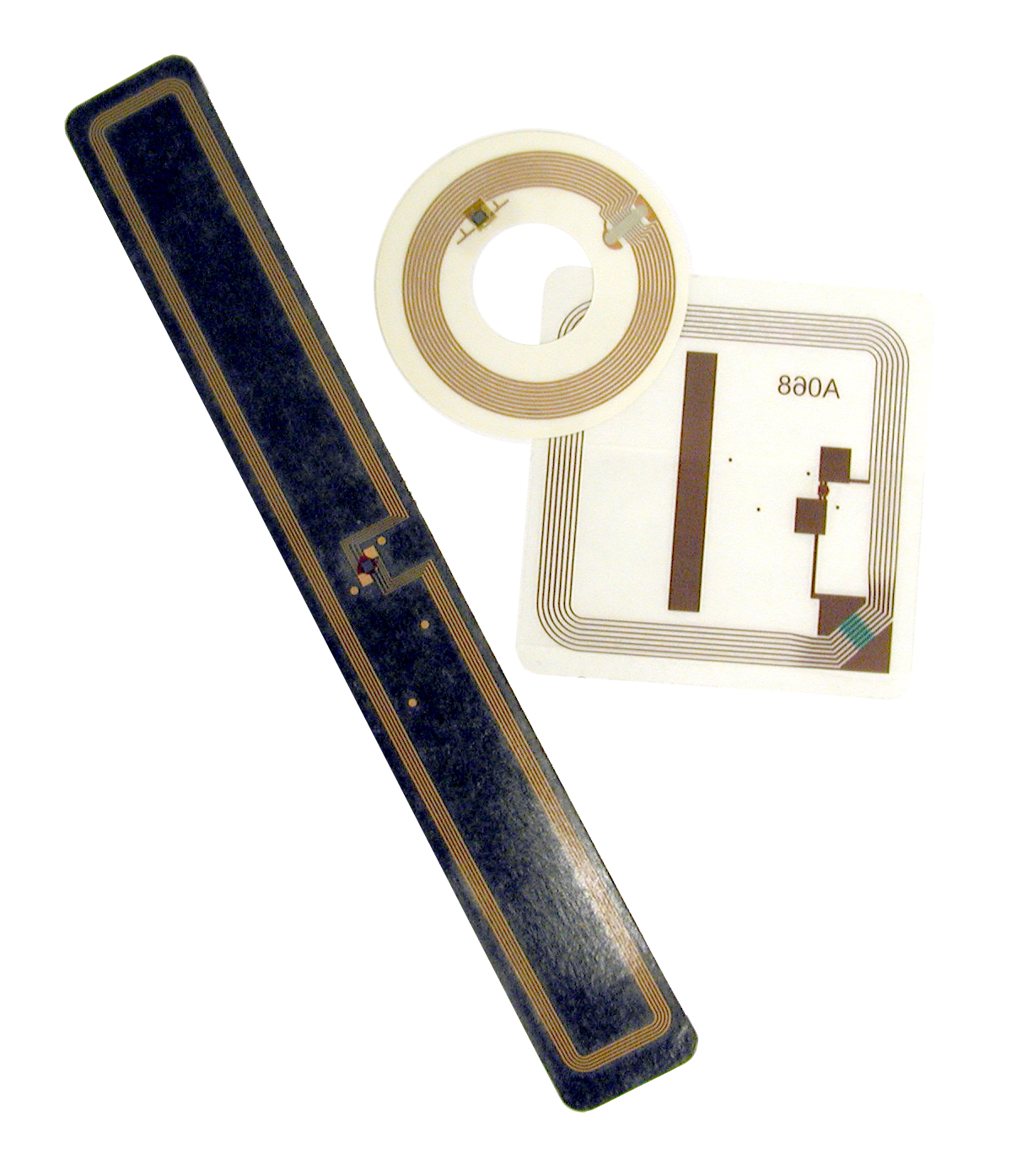
図書館では、四角形のタグは図書に、円形のタグはCDやDVDに、細長い長方形のタグはVHSにそれぞれ使われる。

図書館では図書館資料をバーコードで管理する方法からRFIDで管理する方法へと変更する動きが進んでいる。タグには資料情報（書名や著者など）、または資料管理データベース上の登録記号を記録できる。RFIDを使った図書館システムには、バーコードの機能の補助を果すか、あるいは完全に置き換え、既存の方法とは異なった蔵書管理や利用者自身で貸出手続きが行える自動貸出システムの導入などの可能性が秘められている。RFIDは、従来のブックディテクションシステム (BDS) を置き換える、新たな不正持ち出し防止機能の役割も兼ねることができる。
2013年現在、世界中に存在する3000万点の図書館資料に、RFIDタグが使われていると見積もられている。その中にはローマに存在するバチカン図書館のうち、数館も含まれている。
RFIDタグの読み取りは資料表面を透過して行なわれるので、資料を読み取る際に図書の表紙やCD・DVDのケースを開く必要はなく、数冊積まれた資料を同時に読み取ることすら可能である。図書に貼り付けられたタグは、図書がベルトコンベアで移動している時でも、読み取ることができる。資料の貸出や返却（ブックポストに投函した資料はベルトコンベアで運ばれる）を利用者だけで行えるため、図書館員の需要が減少する。携帯式読み取り機を使えば、一つの書架に対する蔵書点検をわずか数秒で行なうことができる。
他方で、2008年現在でRFIDを導入するのは多くの小規模図書館にとって金銭的負担が重いという問題が残されている。例えば、2004年時点・オランダでの概算では、年館貸出点数10万点の図書館においては、5万ユーロ（貸出・返却機にそれぞれ12,000ユーロ、BDSに10,000ユーロ、タグに0.36ユーロという概算）程度の費用が予想されるとしていた。RFIDは図書館員に掛かっていた大きな負担を軽減させるが、それは「従来よりも少数の図書館員で事足りるので、一部の図書館員を解雇しよう」という発想にもつながりかねない。今のところ、北アメリカにおいて、そうした動きは起きておらず、最新の調査でも「RFIDの導入により図書館員を解雇した」と答えた単館の図書館は存在しない。しかし、実際のところ、図書館は、図書館員の規模を縮小してでも自動化システムを導入する必要があると考えており、図書館の予算は人件費に対しては減少傾向に、設備費に対しては増加傾向にある。一方、RFIDが受け持つことになった役割は、司書の主要な役割とは多くの部分で一致しない。デンマークでの調査によれば、利用者はRFIDの導入で、質問に答えてくれる図書館員の数が増えたことに満足していることが判明している。
RFIDを図書館での使用あたってはプライバシーの問題が挙げられる。これは、RFIDタグの中には100メートルに及ぶ通信距離を有するものがあるためであるが、これによりセンシティブ情報だろうと不本意に収集されてしまうのではないかという懸念がある。図書館で使われているRFIDタグにはいかなる個人情報も含まれてはおらず、大多数の図書館では数メートル程度の通信距離しかない周波数帯のタグが使われている。しかし、図書館とは関係のない組織が、図書館側に同意を取りつけず、知られることもなく、退館する全ての利用者から情報を抜き取る可能性がある。

### プレゼンス管理
人が今どこに居るのかという情報を、プレゼンス情報と言い、今後のビジネスで重要視されている。人がRFタグを常時携帯することにより、今は会議室、今は本人の机、今は外出中、といった情報を、仕事仲間が瞬時に把握できるようになる。

### センサーネットワーク
センサーを様々な場所に取り付けて、そこから包括的な全体情報を抽出して、意味のあるデータを得ようという試みが進行中である（データマイニング、コンテキストアウェアネスも参照）。例えば、タクシーのワイパーが動いていると反応するセンサーからの情報をたくさん集めると、都市内の詳細な降雨情報が得られる。

## バーコードとの違い
RFタグは、バーコードと対比して語られることが多い。一見何が違うのか分かりにくいが、以下の点に要約される。
読み取り範囲が広い
バーコードは、バーコードリーダが読める位置に意図的に持ってこなければ読めないが、RFタグでは、読み取り範囲が広くまた読み取れる方向も自由度が大きいため、おおまかな位置決めで読むことができる。これにより作業が省力化される。
一度にたくさんのRFタグが読める
数十ミリ秒～数百ミリ秒でひとつのRFタグを読むことができる。また、多くのタグが密集して配置されていても、それぞれを見分ける技術（衝突回避）が開発されているため、タグが多少重なっていても、読み取りが可能である。これも作業の省力化につながる。
書き込みが可能
バーコードは印刷物なので変更できないが、RFタグは書き込みが可能なものがある。流通過程の履歴情報などを書き込むことで、新たな利用方法が期待されている。
見えなくても読める
RFタグが目に見えない隠れた位置にあっても、タグ表面がホコリ、泥などで汚れていても読み取り可能である。このため、バーコードよりも広い用途が期待される。

## 普及の課題
上記のような用途が本格化するのは、リーダのインフラストラクチャーが十分に整った後の話であり、そこまで普及するためには、数々の問題を克服しなければならない。

### RFタグの価格
流通用途に大量に使用するためには、タグの価格を低く抑える必要がある。10円以下という話がよく引き合いに出されるが、実際の運用では1円以下が望ましいともいわれる。タグを基材に収めるためにレーザー溶着が利用されていることがコストアップ要因となっている。

### RFタグの付加
従来のバーコードと同じく、単品毎にRFタグを付加しなくてはいけない（単品毎にタグを付加するのではなく、コンテナ、パレット、あるいはケース単位にタグを付加する場合もある）。メーカーで製造される時点で付加されるソースタギングまたは、自前で付加するインストアタギングの工程が必要となる。コストの低減を行うには自動化の実施は必然となり、それに対応する機械も開発、普及が望まれる。

### データベースシステムとの連動
RFIDのシステムで誤解されやすいが、RFタグ自体に、例えば野菜の生産方法や農薬の使用状況などのさまざまな情報（トレーサビリティ情報）が保存されていることはほとんどなく、タグに記録されているのはおおむね個体を識別する情報のみであることに注意する必要がある。前述のような、本来参照したい情報については、個々の識別情報に対応したデータベースを構築し、これを参照することで得られるものである。この点については、現在広く使用されているバーコードシステムと同じである。
今後、RFタグを利用して食品のトレーサビリティ情報を一般に公開していくとすれば、そのIDからひも付きデータを引っ張ってくるためのデータベースシステムが、今以上に重要になってくる。また、RFIDの情報と、データベース情報のひも付けについては全くユーザ側からは見えない部分であることから、その信憑性についてどのように保証するかという点も重要になる。
現状でも、大規模なデータベースを構築するには、多大な費用と労力を要するが、それ以上のものを低価格でいかに信頼性を高く作るかが、あまり注目されていない隠れた大きな課題である。

### プライバシーの保護
最近ではRFタグに搭載される記憶素子の容量と機能（読み書きなど）は増加傾向にあり、トレーサビリティ情報が直接記載されるケースもあるため、それらを不正に組み込まれた場合は、個人情報漏洩にもつながる。

#### 考え得るトラブル
1. RFタグが付いている服を着て街を歩けば、その人がどのブランドの、どの素材を使った、どんな価格の物を購入したのかが周辺に判ってしまう。
2. 乗車カードなどのRFIDカードをポケットに入れている場合には、リーダを持って近づけば個人情報を所有者に知られずに取得できるため、個人情報の入手がRFID普及前に比べて容易である。
3. 所持品が紛失した場合は所在を調べるのに役立つが、個人が持ち歩けばその個人の行動経路も第三者に知られてしまう。
4. 意図的に個人や物品にタグを付けて商業的なリサーチを行う場合、悪意を持ってそのタグを関係のない物に付けると精度の低いデータとなってしまう。

IDのみを記録したRFタグを利用する場合であっても、1は、IDと商品情報がリンクされているデータベースが漏洩すると起こりうる。2、3のトラブルは無条件で起こりうる。
経済産業省と総務省は「電子タグに関するプライバシー保護ガイドライン」（2004年）を作成し、「タグ内に個人情報を含む場合には個人情報等が、消費者が気付かないうちに、望まない形で読み取られる等のおそれ」があることを指摘、運用上の注意を公表している。
上記ガイドライン等にもあるとおりRFタグの利用においては、装着されていることの表示をする、用途が終われば取り外す、不必要な情報は記録しないなど、プライバシーを守るための対策が求められる。具体的には、大根に付けられたタグは、スーパーのレジで精算をすると同時に、その機能を消去し、消費者にはタグを利用していることが分かるよう表示を行うなどの仕組みを入れることである。

### 電波の影響の考慮
RFタグは「短距離無線機器」と見なされ、一般無線機器と同様の規制を受ける。電波法令に従うだけでなく、人体の防護、植込み型心臓ペースメーカを含む医用電子機器への影響、電磁両立性規格などに注意しなければならない。